# كيت ألدريش
كيت ألدريش (بالإنجليزية: Kate Aldrich)‏ هي مغنية ومغنية أوبرا أمريكية، ولدت في 31 أكتوبر 1973 في داماريسكوتا في الولايات المتحدة.

## وصلات خارجية
- كيت ألدريش على موقع ميوزك برينز (الإنجليزية)
- كيت ألدريش على موقع ديسكوغز (الإنجليزية)